# Jeon Ki-Young
Jeon Ki-Young (en coreano: 전기영; 11 de julio de 1973) es un deportista surcoreano que compitió en judo.
Participó en los Juegos Olímpicos de Atlanta 1996, obteniendo una medalla de oro en la categoría de –86 kg. Ganó tres medallas en el Campeonato Mundial de Judo entre los años 1993 y 1997, y dos medallas en el Campeonato Asiático de Judo en los años 1995 y 1996.

## Palmarés internacional
| Juegos Olímpicos    | Juegos Olímpicos             | Juegos Olímpicos  | Juegos Olímpicos |
| Año                 | Lugar                        | Medalla           | Categoría        |
| ------------------- | ---------------------------- | ----------------- | ---------------- |
| 1996                | Atlanta (Estados Unidos)     | Medalla de oro    | –86 kg           |
| Campeonato Mundial  |                              |                   |                  |
| Año                 | Lugar                        | Medalla           | Categoría        |
| 1993                | Hamilton (Canadá)            | Medalla de oro    | –78 kg           |
| 1995                | Chiba (Japón)                | Medalla de oro    | –86 kg           |
| 1997                | París (Francia)              | Medalla de oro    | –86 kg           |
| Campeonato Asiático |                              |                   |                  |
| Año                 | Lugar                        | Medalla           | Categoría        |
| 1995                | Nueva Delhi (India)          | Medalla de oro    | –86 kg           |
| 1996                | Ciudad Ho Chi Minh (Vietnam) | Medalla de bronce | –86 kg           |